# Fi Cassiopeiae
Fi Cassiopeiae (φ Cassiopeiae , förkortat Fi Cas, φ Cas) som är stjärnans Bayerbeteckning, är en multippelstjärna belägen i mellersta delen av stjärnbilden Cassiopeja. Den har en kombinerad skenbar magnitud på 4,95 och är svagt synlig för blotta ögat. Baserat på parallaxmätning inom Hipparcosuppdraget på ca 0,27 mas, beräknas den befinna sig på ett avstånd av ca 2 300 ljusår (710 parsek) från solen.

## Egenskaper
Fi Cassiopeiae A är en gul till vit superjättestjärna av spektralklass F0Ia och Fi Cassiopeiae C är en superjätte av spektralklass B6Ib.
Fi Cassiopeiae A har en massa som är 6,3 gånger solens massa och en radie som är omkring 263 gånger solens. Den utsänder från dess fotosfär ca 170 000 gånger mer energi än solen vid en effektiv temperatur på ca 7 341 K. Dess absoluta magnitud är jämförbar med vissa gula hyperjättar men den visar inte en nivån på massförlust och instabilitet som skulle kvalificera den som hyperjätte i sig.

φ^{1} och φ^{2} Cassiopeiae är de två ljusaste stjärnorna inom området för den öppna stjärnhopen NGC 457.

Fi Cassiopeiae befinner sig bland stjärnorna i det öppna stjärnhopen NGC 457, som ligger på ett avstånd av 2 400 parsek från solen, men det är osäkert om den är en medlem av detta klustret. Den behandlas generellt som att ha fem komponentstjärnor, betecknade A till E i rangordning från den ljusaste stjärnan. De två superjättarna delar en liknande egenrörelse i förhållande till de andra stjärnorna i klustret, men deras evolutionära status och ljusstyrka gör dem osannolika som medlemmar.